# Nix
Nix er en af dværgplaneten Plutos måner: Den blev opdaget sammen med Hydra den 15. juni 2005 ud fra billeder taget med Hubble-teleskopet og havde først den midlertidige betegnelse S/2005 P 2. De første billeder der "afslørede" Nix blev taget den 15. og 18. maj samme år, og efter at opfølgende observationer samt billeder fra tidligere observationer havde bekræftet eksistensen af de "nye" måner, blev fundet formelt annonceret den 31. oktober.
Indtil videre ved man ikke ret meget om Nix, ud over dens omløbsbane samt nogle grove skøn over dens størrelse; diameteren anslås til mellem 32 og 145 kilometer.
| Naturvidenskab | Spire Denne naturvidenskabsartikel er en spire som bør udbygges. Du er velkommen til at hjælpe Wikipedia ved at udvide den. |